# Charaxes peculiaris
Charaxes peculiaris är en fjärilsart som beskrevs av Percy I. Lathy 1906. Charaxes peculiaris ingår i släktet Charaxes och familjen praktfjärilar. Inga underarter finns listade i Catalogue of Life.